# Stars on 45
Stars on 45 was een Nederlands studioproject dat in de jaren 80 van de 20e eeuw enkele grote internationale hits scoorde met medleys van liedjes uit de jaren '60 en '70. In het Verenigd Koninkrijk heette het project Starsound, in de Verenigde Staten, tot aan de hit van The Star Sisters, Stars on.

## Achtergrond
Stars on 45 was een idee van een onbekende producer in Canada, die daarvoor originele versies gebruikte zonder toestemming, op de bootleg discomix "Alto Passion": Let's Do it in the 80's, die zeer behoorlijk scoorde in het clubcircuit. Daarna was producent Jaap Eggermont, eerder o.a. producent van Livin' Blues en Catapult zo slim om deze mix nog eens te maken met nagezongen versies. Omdat Eggermont niet de oorspronkelijke banden mocht gebruiken, verzamelde hij in 1980 enkele Nederlandse zangers (onder wie Hans Vermeulen, Bas Muijs, Albert West, Tony Sherman, Okkie Huijsdens, Arnie Treffers, Peter Vermeij en Jody Pijper) om zich heen en maakte een medley van liedjes van The Beatles, opnieuw ingezongen, met een modern discoritme. Het nummer Stars on 45 kwam in januari 1981 uit en werd in onder meer Nederland en de Verenigde Staten een nummer 1-hit (zij het in de VS in aangepaste versie in verband met auteursrechten). In Groot-Brittannië haalde het nummer de 2e plaats.
Stars on 45 won in 1981 en 1982 de Nederlandse exportprijs van de Stichting Conamus voor de best verkopende Nederlandse muziekgroep. In korte tijd scoorde de groep 5 hits, eerst met medleys van de Beatles, vervolgens ABBA, met zang door Claudia Robbens-Hoogendoorn en een instrumentale medley. Daarna met songs van Stevie Wonder (gezongen door Tony Sherman) en The Rolling Stones met Peter Vermeij als zanger.
Rubberen Robbie parodieerde Stars on 45 in 1981 met De Nederlandse sterre die strale overal.

### Vervolg
Nadat het succes wat leek af te nemen, kwam Jaap Eggermont in 1983 met de variant The Star Sisters, waarin onder anderen Patricia Paay en haar zus Yvonne. Met een medley van de Andrews Sisters scoorden ze opnieuw een nummer 1-hit. Stars on 45 scoorde in 1987 nog eenmaal een hit met Stars on Frankie, een medley van Frank Sinatra, gezongen door Sinatra-imitator Peter Douglas. In tegenstelling tot eerdere Stars on-producties, werd zijn naam wel op de hoes vermeld.

## Discografie

### Albums
| Album met eventuele hitnotering(en) in de Nederlandse Album Top 100 | Datum van verschijnen | Datum van binnenkomst | Hoogste positie | Aantal weken | Opmerkingen   |
| ------------------------------------------------------------------- | --------------------- | --------------------- | --------------- | ------------ | ------------- |
| Longplay album                                                      | 1981                  | 14-03-1981            | 7               | 10           |               |
| Longplay album - volume II                                          | 1981                  | 25-07-1981            | 13              | 11           |               |
| Longplay album - volume III                                         | 1981                  | 03-10-1981            | 22              | 44           |               |
| The Superstars                                                      | 1982                  |                       |                 |              |               |
| Tonight 20:00 hrs.                                                  | 1983                  |                       |                 |              |               |
| Hooray for Hollywood                                                | 1984                  |                       |                 |              |               |
| Danger                                                              | 1985                  |                       |                 |              |               |
| Stars on Frankie                                                    | 1987                  | 14-11-1987            | 66              | 1            |               |
| The very best of Stars on 45                                        | 1991                  | 31-08-1991            | 32              | 8            | Verzamelalbum |
| The non-stop party album!                                           | 1996                  |                       |                 |              |               |
| Best of Stars on 45                                                 | 2005                  |                       |                 |              | Verzamelalbum |
| 30 years anniversary of stars on 45                                 | 2011                  |                       |                 |              | Verzamelalbum |

### Singles
| Single met eventuele hitnotering(en) in de Nederlandse Top 40 | Datum van verschijnen | Datum van binnenkomst | Hoogste positie | Aantal weken | Opmerkingen                                                   | Thema                                   |
| ------------------------------------------------------------- | --------------------- | --------------------- | --------------- | ------------ | ------------------------------------------------------------- | --------------------------------------- |
| Stars on 45                                                   | 1981                  | 24-01-1981            | 1(4wk)          | 13           | #1 in de Single Top 100 / Alarmschijf                         | The Beatles, Shocking Blue, The Archies |
| More stars                                                    | 1981                  | 18-07-1981            | 4               | 9            | #3 in de Single Top 100 / Alarmschijf                         | ABBA                                    |
| Stars on 45 volume 3                                          | 1981                  | 05-09-1981            | 10              | 9            | #4 in de Single Top 100                                       | Intro's en filmmuziek                   |
| Stars on Stevie                                               | 1982                  | 30-01-1982            | 6               | 8            | #7 in de Single Top 100 / Alarmschijf                         | Stevie Wonder                           |
| The greatest rock 'n roll band in the world                   | 1982                  | 10-04-1982            | 15              | 5            | #9 in de Single Top 100                                       | The Rolling Stones                      |
| Stars on 45 proudly presents The Star Sisters                 | 1983                  | 04-06-1983            | 1(5wk)          | 13           | #1 in de Single Top 100 / Alarmschijf / Hit van het jaar 1983 | Andrews Sisters                         |
| Stars on Frankie                                              | 1987                  | 10-10-1987            | 16              | 5            | #18 in de Single Top 100                                      | Frank Sinatra                           |
| Stars on '89                                                  | 1989                  | -                     |                 |              | #66 in de Single Top 100                                      | Beatles-medley (Remix)                  |
| The clubhits                                                  | 1997                  | 29-11-1997            | tip20           | -            | #82 in de Single Top 100                                      |                                         |
| Stars on 45 proudly presents The Star Sisters                 | 22-06-2007            | -                     |                 |              | #87 in de Single Top 100                                      | Remix van de versie uit 1983            |
| 45 (Michael Jackson is not dead)                              | 2011                  | 23-04-2011            | tip15           | -            |                                                               | Michael Jackson                         |

### NPO Radio 2 Top 2000
| Nummer met noteringen in de NPO Radio 2 Top 2000 | '99  | '00  | '01  | '02  | '03 | '04  |
| ------------------------------------------------ | ---- | ---- | ---- | ---- | --- | ---- |
| Stars on 45                                      | 1313 | 1292 | 1822 | 1827 | -   | 1836 |

1. ↑  Een '-' betekent dat het nummer niet was genoteerd en een vetgedrukt getal geeft de hoogste notering aan.
2. ↑  Deze tabel is bijgewerkt tot en met de laatste editie (2024).